# Josef Mayburger

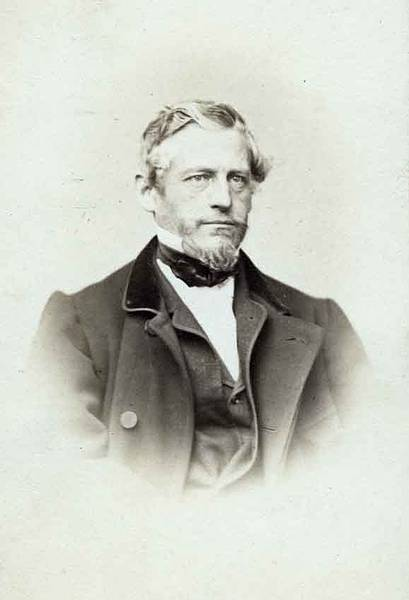
Josef Mayburger

Josef Michael Mayburger (* 30. März 1814 in Straßwalchen; † 2. November 1908 in Salzburg) war ein österreichischer Maler, Lehrer und Lokalpolitiker.

## Leben
Als Sohn eines Schulmeisters geboren, erlebte er die Not in der Zeit nach den Franzosenkriegen und verlor im Alter von vierzehn Jahren seine Eltern. Er schaffte es dennoch, nach einer Kaufmannslehre das Lehrerseminar in Salzburg zu besuchen, wurde Lehrer und schließlich Professor an der Salzburger Realschule. Von 1862 bis 1869 war er auch Mitglied des Salzburger Gemeinderates und machte sich einen Namen als Retter vieler Salzburger Baudenkmäler.

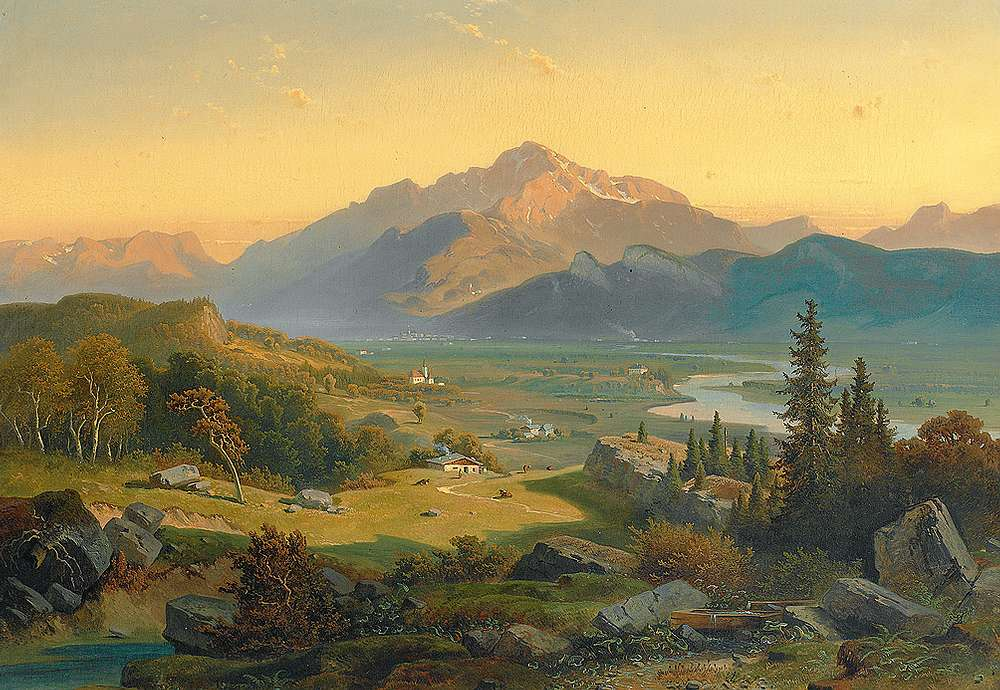
Josef Mayburger: Salzachtal mit Blick auf Roßfeld und Hoher Göll

Als Landschaftsmaler erreichte er vor allem in seinen späteren Jahren Bekanntheit. Seine Gebirgs- und Stadtlandschaften sind gekennzeichnet von Präzision und klaren Linien sowie von einem eindrucksvollen Lichtspiel.
Der 1862 von ihm mitbegründete Stadtverschönerungsverein besteht bis heute unter dem Namen Stadtverein Salzburg.
1924 erfuhr Mayburger schließlich auch Anerkennung durch die Stadt Salzburg, als das rechte untere Salzachufer Josef-Mayburger-Kai benannt wurde.